# Emblème de l'Iran
 (juillet 2024).
Si vous disposez d'ouvrages ou d'articles de référence ou si vous connaissez des sites web de qualité traitant du thème abordé ici, merci de compléter l'article en donnant les références utiles à sa vérifiabilité et en les liant à la section « Notes et références ».
L'emblème de l'Iran depuis 1980 est un composite hautement stylisé de divers éléments islamiques : une forme géométriquement symétrique du mot « Allah » (الله) et une ligature pour le tahlil : « la ilaha illa l-Lah » (لا إله الإ الله), formant un monogramme sous la forme d'une tulipe composée de quatre croissants et d'une ligne. 
Les quatre croissants se lisent de droite à gauche : le premier croissant est la lettre alif, le deuxième croissant est le premier lām ; la ligne verticale est le second lām, et les troisième et quatrième croissants forment ensemble le heh. Au-dessus du trait central se trouve un tashdid (une marque diacritique indiquant une gémination) ressemblant à un « W ». La forme en tulipe de l'emblème dans son ensemble commémore ceux qui sont morts pour l'Iran et symbolise les valeurs de patriotisme et de don de soi, s'appuyant sur une légende selon laquelle les tulipes rouges poussent à partir du sang versé des martyrs.  
Cet emblème est quelque peu similaire au khaṇḍā mais n'a aucun rapport avec le sikhisme et sa signification pour cette communauté religieuse. 
Sa création lors de la révolution islamique répond au choix de remplacer le lion solaire, symbole impérial qui fut utilisé par la monarchie perse sous les Séfévides, les Kadjar et les Pahlavi. Dessiné par Hamid Nadimi (en), il est approuvé par l'ayatollah Khomeini, et adopté comme emblème national par le parlement le 9 mai 1980 (19 ordibehesht 1359). 

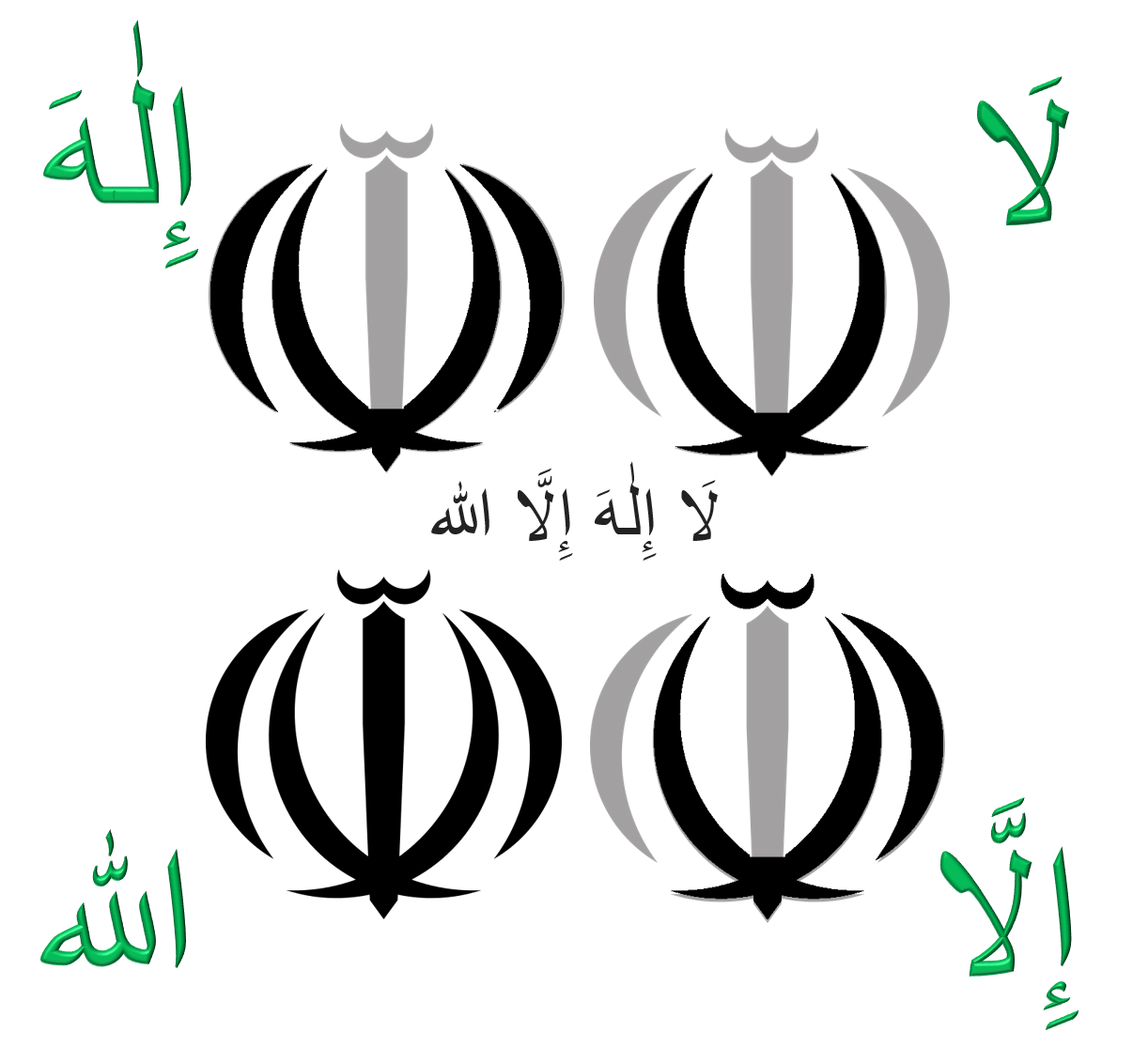
Le tawhid (monothéisme islamique) est un emblème de l'Iran.
Drapeau de l'Iran.
Emblème de la présidence de la République.